# Плочи от Столоватец
Плочите от Столоватец са монументални паметници, принадлежали към светилище, чиито руини са открити в местността Столоватец, отстояща на около 5 km западно от град Разлог, България. На обекта са открити също две големи мраморни стели с релефна украса, свързани със светилище, според научната интерпретация, вероятно посветено на слънцето, датирани от края на бронзовата и началото на желязната епоха, но с все още недоказана категорична принадлежност към древнотракийската култура.

## История на откритието
Мраморните стели от светилището в местността Столоватец са открити случайно при оран през 1953 г. в нивата на Илия Радушин, на източния склон на едноименния хълм. Интернираният от комунистическата власт по онова време в града историк Тачо Танев (от школата на Геза Фехер) забелязва плочата и я спасява за българската историческа наука. Танев датира находката в късната бронзова епоха. В началото на 1970-те, специалистът по нумизматика Тодор Герасимов приписва плочата на келтите, с което повдига научен спор.
Официалната версия за откритието на стелата е публикувана в „Космос“ от българската археоложка Горанка Тончева. Според публикацията, местният жител Атанас Астинов забелязал случайно в нивата на Илия Радушин в местността Столоватец край град Разлог плоча с изображения. Те не привлекли вниманието на Радушин, който ползвал известно време плочата като мост над вадата пред къщата си. Стелата впоследствие била изправена временно върху каменната ограда на къщата му. Случайно преминаващият покрай къщата историк Тачо Танев забелязал изображенията, оценява значението на плочата и тя била пренесена в Къщата-музей „Никола Парапунов“.
Проведените през 1960-те години разкопки в местността Столоватец под ръководството на Горанка Тончева са открити руините на неголяма П-образна култова сграда, отворена на изток, която е изградена през Елинистичната епоха, в която плочите са били вторично използвани за пълнеж на стените. Археолозите предполагат, че каменните стели са били вероятно разположени във вътрешността на сградата така, че да бъдат огрявани от изгряващото слънце. Според учените археологическият паметник е посветен на слънчевия култ, за което свидетелства и геометричната украса на каменните плочи – състояща се от скачени трискели и двойни спирали, които са древни слънчеви символи. На най-голямата каменна стела е изобразено лъчисто слънце, разположено в средата на ладиевидно изобразен двуглав дракон, пред който е изправена мъжка фалическа фигура, бъркаща с лявата в устата на змея.

## Датиране и интерпретация
Датирането на светилището Столоватец, както и принадлежността му към познатите племена, обитавали този район на Балканския полуостров, е предмет на научен спор още от началото на археологическите проучвания и излагането на стелите в музея „Никола Парапунов“ в град Разлог.
През втората половина на II хил. пр. Хр. ладии от този тип украсяват разнородни паметници открити в районите на Средиземноморието, Анатолия и Средна Европа. Датировката на Точнева поставя плочите в средата на II хил. пр. Хр. и ги свързва с критско-микенския културен кръг, но според проф.Диана Гергова плочите са от втората половина на ранната Желязна епоха (VIII – VI век пр. Хр.), въз основа на керамичния материал намерен по време на разкопките.
Според Васил Марков изобразената на най-голямата стела сцена отразява един ранен етап от древното религиозно мислене на траките, което съответства на трако-пеласгийските култове, религия и изобразителни изкуства. Според него стиловите особености на изображенията от стелите, изпълнени с двойни спирали и трискели, отнасят паметниците към епохата на Микенска Тракия.
Марков определя сакралните стели от светилището Столоватец са особено важно свидетелство за духовния живот на тракийските племена сатри, беси, диобеси и диий, населявали в древността земите на Горна и Средна Места, които са били пазители на изконната тракийска религия и култ, в техния най-старинен вид. Марков изказва хипотезата, че изображението от голямата стела, наподобяващо люлка или ладия, е атрибут на слънцето, познат от българския фолклор, в мотивите от народни песни, където спуска по лъчите си от небето люлката, за да грабне любимата мома.
Западно от светилището са разположени три тракийски надгробни могили, които според Марков несъмнено принадлежат към култовия комплекс и представляват материално свидетелство за практикуваните на място едновременно със слънчевия култ, и култ към предците. Специално внимание според учените представлява поставената в устата на змията-дракон дясна ръка на антропоморфната фалическа фигура. Първоначално откривателите на стелите виждат в това двуборческа сцена, но направеният по-късно анализ на паметника и графични отпечатъци показват, че предполаганите от Т. Танев лък и стрела реално отсъстват. Според проф. Марков чрез този детайл, в напълно образен вид, е показано предаването на тайното знание от соларно-хтоничното божество на траките – тракийският Дионис, на прадеда, първият тракийски цар и жрец – син на слънчевото божество и Великата богиня майка. Това е сцена на царско посвещение от най-архаичен тип, напълно повлияна от късната елинска религия и много близка като дух до семантиката на изображението на стелата на Хамурапи в Месопотамия, където слънчевото божество връчва лично законите на вавилонския цар, по които той следва да управлява държавата си. (Древните траки са имали близък в семантичен план мит – този за тракийския цар и бог Залмоксис, при който ходи периодично царят на тракийските гети, за да се съветва как да управлява държавата си.)
От друга страна интерпретацията на проф. Марков е доста спорна, защото древните траки са известни с ревниво почитаните и пазените си светилища, в които липсват наблюдения за разрушаване и вторично използване на вече изградени култови структури. Мраморните стели от Столоватец са именно вторично използвани за градежа на предполагаема култова постройка, което би бил първият документиран подобен случай.

## Символика
Сцените с участието на змей/змия, както и тези на слънцето, грабващо с помощта на своите златни люлки мома, са характерни за българския фолклор и се пеят на големите християнски празници Великден и Гергьовден, но най-вече при обредите, свързани с Еньовден. Проф. Марков предполага, че много е вероятно култово-обредните практики от светилището Столоватец да са били свързани с деня на лятното слънцестоене – празникът на възмъжалото слънце, на което според древните митологични представи му предстои да встъпи в свещен брак. За това свидетелства не само слънчевата люлка, но и мощно струящата от небето като „S“-видни спирали слънчева светлина в релефа на голямата стела от светилището.
Според интерпретацията на Ил. Тантилов (Историческия музей Никола Парапунов град Разлог), гледано от Разложката котловина, слънцето изгрява на Еньовден точно над тракийското светилище на Бабяшка могила до село Бабяк – т.е. и в случая със стелите от светилището Столоватец са вероятни археоастрономически аспекти на местния слънчев култ, отбелязани на терена, подобна на археологическата и археоастрономическата ситуация, свързана с лятното слънцестоене, изследвана от екипа на проф. Марков при мащабното мегалитно светилище на Царев връх в Южна Рила – светилище, в което образът на змията-дракон се наблюдава изобразен върху един от мегалитните жертвеници, в западната част на Добро поле. Но тази археоастрономическа интерпретация е недоказуема, тъй като структурата към която са принадлежали стелите е разрушена отдавна.
Култът към слънцето и едновременно с това култът към змията-змей е добре засвидетелстван при археологическите разкопки на Бабяшка могила – едно от най-характерните древнотракийски светилища в Западните Родопи.
Според Николай Дерменджиев, изображенията, освен митологична (култова) стойност, са имали и календарно-астрономическа такава. Анализът на паметници с подобна украса, от Великобритания, Ирландия и Франция, показва, че освен всичко друго това са записи на астрономически (календарни) цикли.

## Съхранение и експониране
Само една от каменните стели, открити в светилището Столоватец, се съхранява в музея „Никола Парапунов“ в град Разлог. Останалите каменни стели се съхраняват в Националния археологически музей БАН.
В края на 2013 година община Разлог обявява, че по проект „Съхраняване и възстановяване на материални и духовни образци на древното тракийско културно наследство в Разлог“, който цели да съхрани и възобнови местни културно-исторически образци, ще бъде изработено точно копие на откритите в местността „Столоватец“ стели, които да бъдат експонирани на открито пред Културния дом като туристическа културна атракция в града.
В началото на месец септември 2015 г. т.нар. „културно-исторически ансамбъл“, представляващ точно копие на откритите стели е експониран като туристическа атракция пред културния дом в гр. Разлог.